# Dia Mundial dos Animais
O Dia Mundial dos Animais é comemorado todos os anos em 4 de Outubro. Tudo começou em Florença, Itália em 1931, em uma convenção de ecologistas. Neste dia, a vida animal em todas as suas formas é celebrada, e eventos especiais são planejadas em locais por todo o mundo. O 4 de Outubro foi originalmente escolhido para o Dia Mundial dos Animais, porque é o dia da festa de São Francisco de Assis, um amante da natureza e padroeiro dos animais e do meio ambiente. Igrejas de todo o mundo reservam o domingo mais próximo da data para abençoar os animais.

## História
O Dia Mundial dos Animais foi criado pelo cinologista Heinrich Zimmermann. Ele organizou o primeiro Dia Mundial dos Animais em 24 de março de 1925 no Sport Palace em Berlim, Alemanha. Mais de 5 000 pessoas participaram deste primeiro evento. O evento foi originalmente agendado para 4 de outubro, em consonância com a festa de São Francisco de Assis, padroeiro da ecologia, porém o local não estava disponível naquele dia. O evento foi transferido para 4 de outubro pela primeira vez em 1929. Inicialmente, ele encontrou seguidores apenas na Alemanha, Áustria, Suíça e Tchecoslováquia. Todos os anos, Zimmermann trabalhou incansavelmente na promoção do Dia Mundial dos Animais. Finalmente, em maio de 1931, em um congresso do Congresso Internacional de Proteção Animal em Florença, Itália, sua proposta de tornar universal o Dia Mundial dos Animais de 4 de outubro foi unanimemente aceita e adotada como resolução.
Às vezes é citado, incorretamente, que o Dia Mundial dos Animais começou em 1931 na convenção de ecologistas em Florença, Itália, que desejavam destacar a situação das espécies ameaçadas de extinção.
O Dia Mundial dos Animais está se tornando um evento global que une o movimento de proteção animal, liderado e patrocinado pela organização de bem-estar animal do Reino Unido, Naturewatch Foundation desde 2003.

## Comemorações
Na Argentina, o Dia do Animal é comemorado desde 1908, quando era uma lança encabeçada por Ignacio Lucas Albarracín, diretor do Jardim Zoológico e presidente da Associação de Proteção Animal de Buenos Aires. Inicialmente o dia foi observado em 2 de abril, mas mudou após a morte de Albarricín em 29 de abril de 1926 para coincidir com este dia.
Na Holanda, é igualmente conhecido como Dia das Mães e Dia dos Namorados.
Desde 2002, a Associação Finlandesa de Associações de Proteção Animal organizou vários eventos durante a Semana Animal e distribuiu material para escolas.
Em 27 de outubro de 2006, o parlamento polonês adotou uma resolução sobre o estabelecimento de 4 de outubro como o Dia do Animal.

Em algumas igrejas cristãs, são realizadas cerimônias para a bênção dos animais.